# 鰻の成瀬

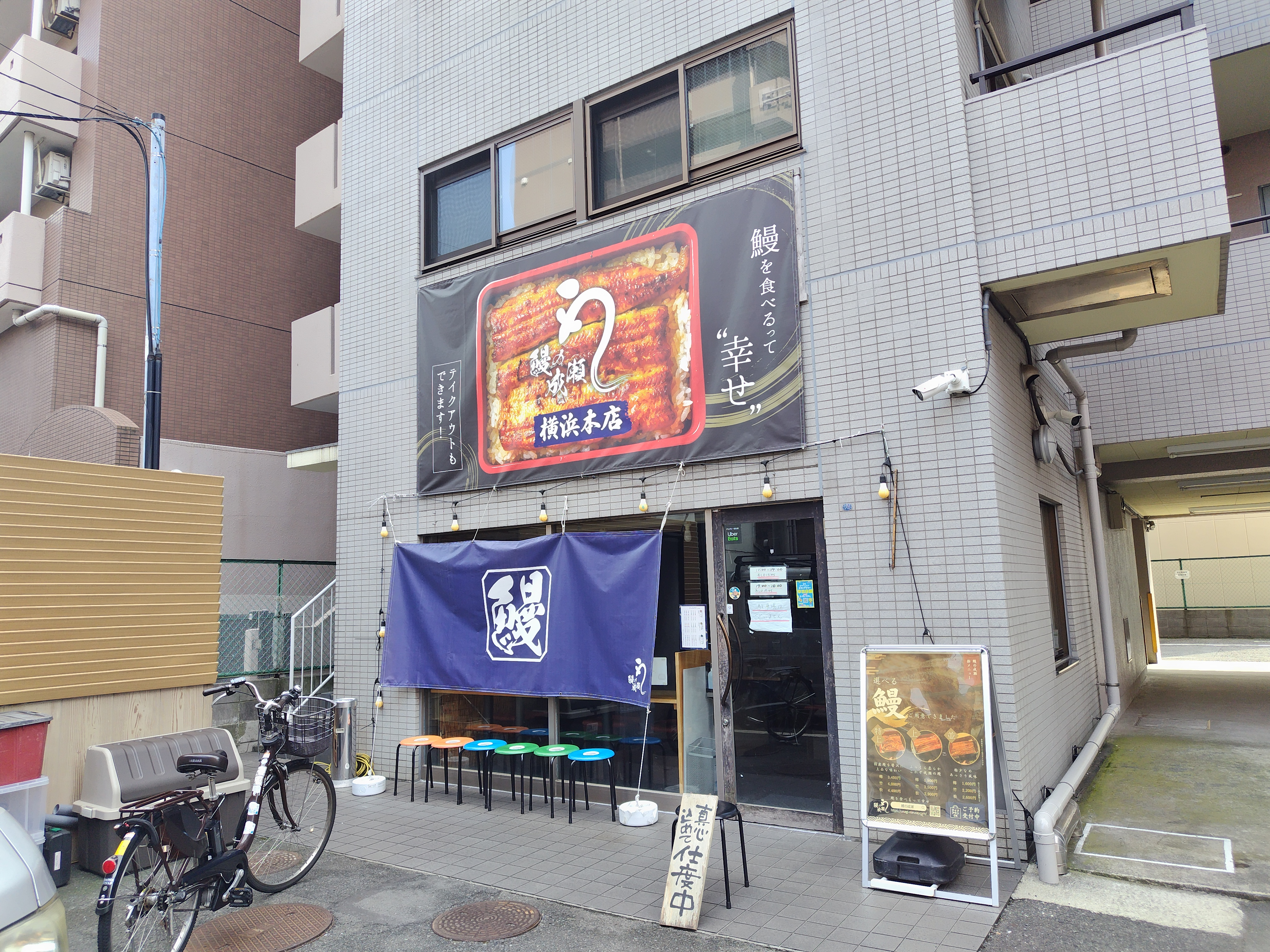
横浜本店

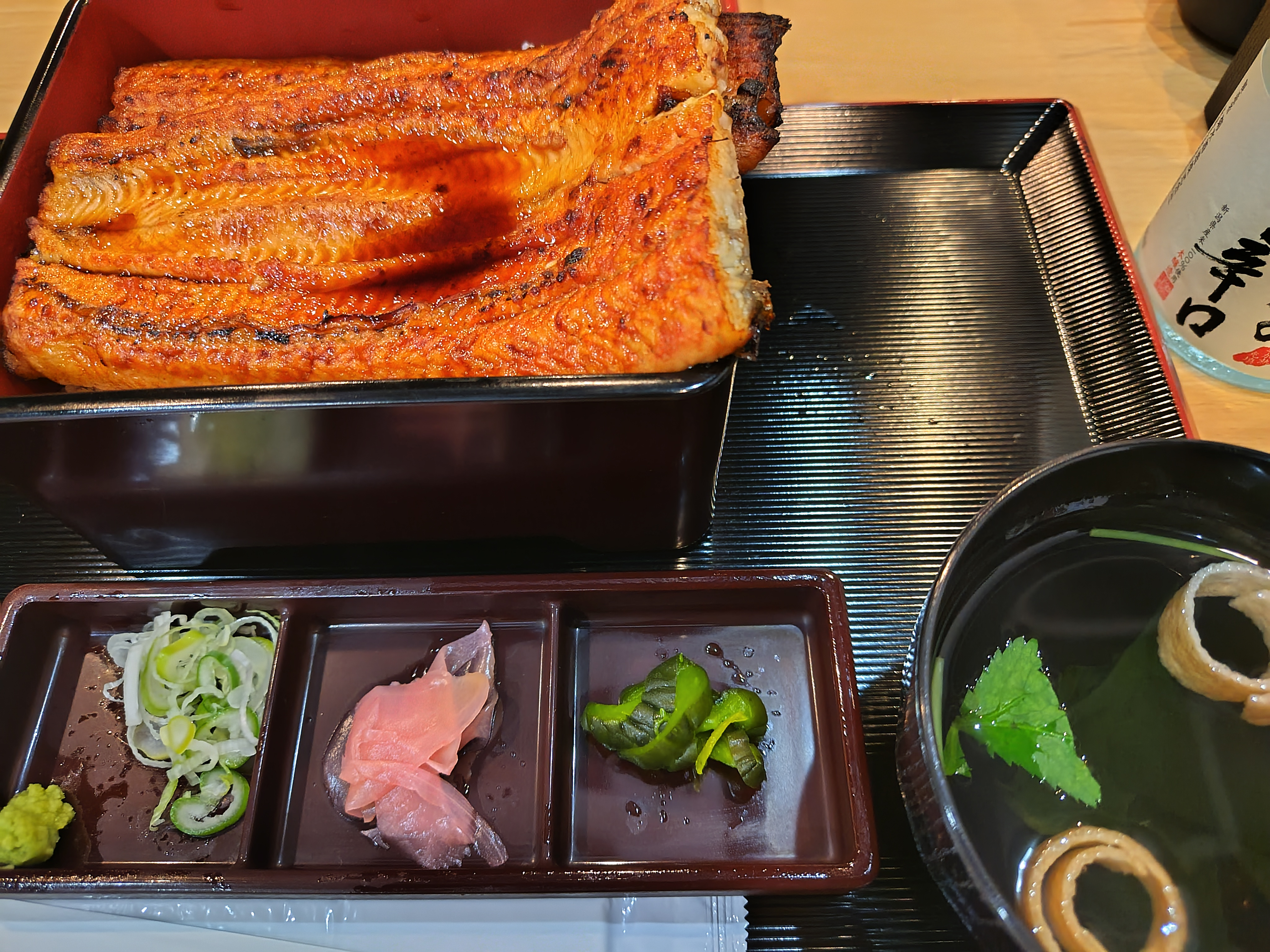
うな重 上、松

鰻の成瀬（うなぎのなるせ）は、日本の外食産業企業フランチャイズビジネスインキュベーションが運営する、鰻丼専門の飲食店チェーン。なお、東京都町田市南成瀬に成瀬店があるが、本店というわけではなく、社名・店名とも無関係の模様。

## 概要
専用の機械によってオペレーションを効率化することでアルバイトを中心とした運営を可能にして人件費を抑え、低価格のうな重を提供する事業形態である。2022年9月に、コロナ禍で経営不振に陥った「復興居酒屋がんばっぺし」（横浜市西区平沼）を引き継いで1号店を開店してから2024年8月時点で230店を超えるに至った。
ウナギは蒲焼きに加工された状態で持ち込まれて調理器にかけられるため、店内では焼く工程をおこなわない。
メニューはうな重の松・竹・梅の3種類に絞り込み、ビールは瓶で提供することでオペレーションの簡略化を図る。客単価は5000円前後の老舗店と、低価格の牛丼チェーンなどの中間となる2500円前後と設定している。客が「鰻を食べたい」と目的をもって来店することから、賃料の高い繁華街の一等地を避けた裏通りや住宅街などの立地を選択することができ、煙の出ない厨房機器を導入することで「軽飲食」の区分となることから、カフェなどの居抜き物件への出店も可能となる。